# Gynaeseius eharai
Gynaeseius eharai är en spindeldjursart som först beskrevs av Gupta 1986.  Gynaeseius eharai ingår i släktet Gynaeseius och familjen Phytoseiidae. Inga underarter finns listade i Catalogue of Life.